# Camillo Sitte
Camillo Sitte (Vienna, 17 aprile 1843 – Vienna, 16 novembre 1903) è stato un architetto, urbanista e pittore austriaco.
Fu una delle figure più rilevanti del dibattito internazionale sull'ampliamento e l'assetto urbanistico delle città a cavallo tra '800 e '900.

## Biografia
Dopo gli studi ginnasiali, conclusi nel 1863, inizia il suo periodo formativo al Politecnico di Vienna con Heinrich von Ferstel come insegnante, frequentando al contempo corsi storici, artistici ed archeologici all'Università di Vienna con Rudolf Eitelberger (Scuola viennese di storia dell'arte).
Il suo interesse per l'arte antica e la sua stessa sensibilità estetica lo portarono ad opporsi, pur riconoscendone le ragioni e i vantaggi, al tecnicismo dominante nella trasformazioni urbane del tempo, rivendicando il ruolo artistico dell'urbanistica. Elaborò i piani generali delle città di Mährisch-Ostrau e di Marienberg, e i piani di ampliamento di Olmütz, Teschen e Lubiana.
Del 1889 è il testo Der Städtebau nach seinen Künstlerischen Grundsätzen, che ebbe grande successo e in cui Sitte riprende i piani urbanistici delle città antiche. Dopo la pubblicazione, venne chiamato a partecipare in qualità di giudice a numerosi concorsi di urbanistica in Germania.
La morte lo colse nel 1903 mentre partecipava alla preparazione della prima rivista di urbanistica a livello internazionale: Der Stadtebau.

## Opere
Un breve elenco delle opere principali:
- Vienna, chiesa mechitarista (1873-74);
- Lubiana, progetto per il piano di ricostruzione ed ampliamento dopo il terremoto del 1895 (1895);
- Olomouc, in Moravia, centro civico (1896);
- Marienberg, nella Slesia, piano per l'ampliamento della città (1900), presentato all'Esposizione di Berlino del 1910, chiesa e municipio; Marienthal, piano per una zona climatica.